# برتهولد لاوفر
برتهولد لاوفر(به آلمانی: Berthold Laufer)(زادهٔ ۱۱ اکتبر ۱۸۷۴- مرگ ۱۳ سپتامبر ۱۹۳۴) خاورشناس و مردم‌شناس آلمانی-آمریکایی یهودی بود.

## زندگی
وی در کلن زاده‌شد و در برلین و لایپزیگ تا مقطع دکترا به تحصیلاتش ادامه داد. در ۱۸۹۸ به آمریکا مهاجرت کرد و تا زمان مرگش هم در این کشور ماند.
میان سال‌های ۱۸۹۸ تا ۱۸۹۹ وی در جزیره ساخالین و رود آمور به پزوهش‌های نژادشناسی پرداخت. میان سال‌های ۱۹۰۴ تا ۱۹۰۶ وی به همکاری با موزه تاریخ طبیعی آمریکا در زمینهٔ نژادشناسی پرداخت و همچنین میان سال‌های ۱۹۰۵ تا ۱۹۰۷ هم مدرس زبان‌های شرق آسیا در دانشگاه کلمبیا بود. از آن پس تا زمان مرگ لاوفر به همکاری با موزه فیلد در شیکاگو، ایلینوی پرداخت. مرگ وی بر اثر افتادن از بام هتل محل اقامتش در شیکاگو رخ داد.

## اثرها
- سنگ‌نبشته‌های آمور، ۱۸۹۹
- سفال‌گری چینی در روزگار دودمان هان، ۱۹۰۹
- یشم، ۱۹۱۴
- الماس، ۱۹۱۵
- آغاز صنعت چینی‌سازی در چین، ۱۹۱۷
- زرافه در تاریخ و هنر، ۱۹۲۸